# Gregor Zasche
Gregor Zasche OSB (* 31. Oktober 1938 in Berlin als Michael Zasche; † 15. März 2024 in München) war Abt der Benediktinerabtei Schäftlarn.

## Leben
Nach dem Besuch des Klostergymnasiums in Schäftlarn trat Zasche 1958 in die Abtei Schäftlarn ein, studierte in Rom (Sant’Anselmo) und Innsbruck Philosophie und Theologie und wurde am 29. Juni 1965 von Kardinal Döpfner zum Priester geweiht. 1967 in Innsbruck bei Karl Rahner promoviert, studierte er bis 1972 noch Englisch und Französisch in München, Oxford und Besançon und war ab 1972 bis 2018/19 Lehrer am Klostergymnasium und zeitweise auch Internatsrektor. 
1976 wurde er zum Abt der 762 gegründeten Benediktinerabtei Schäftlarn gewählt und am 7. Mai 1977 zum Abt geweiht. Er war der fünfte Abt der 1866 von König Ludwig I. wiederbegründeten Niederlassung der Benediktiner in Schäftlarn. Der Abtwahlspruch von Gregor Zasche ist „Froh in gemeinsamer Hoffnung“. 2008 wurde Petrus Höhensteiger OSB zu seinem Nachfolger gewählt. Er war von 1993 bis 2005 und von 2006 bis 2009 Abtpräses der Bayerischen Benediktinerkongregation, bis 2018 zudem erzbischöflicher Delegat für die Abtei Venio.
Gregor Zasche verstarb am 15. März 2024 im Alter von 85 Jahren in München.

## Schriften
- Extra nos. Der Begriff des Übernatürlichen bei evangelischen Theologen der Gegenwart, Verlag Bonifacius-Druckerei Paderborn 1970, ISBN 3-87088-043-0, 240 Seiten
- „Wir – deine Verstecke“. Atempausen im Kirchenjahr, EOS-Verlag St. Ottilien 2004, ISBN 3-8306-7178-4, 156 Seiten
- Von der Frömmigkeit des Denkens. Bausteine zum Verständnis von Karl Rahners Grundkonzeption, in „Glaube in der Welt von heute“–Theologie und Kirche nach dem Zweiten Vatikanischen Konzil, Echter Würzburg 2006, pp. 456–474 (Thomas Franz, Hanjo Sauer: Festschrift for Elmar Klinger)